# Tracy Bogart
Tracy Bogart is een Amerikaans actrice, die in de jaren 70 en 80 veelvuldig te zien was in televisieseries en enkele films. Tracy is de dochter van televisieregisseur Paul Bogart, en verscheen dan ook veel in door haar vader geregisseerde producties.

## Filmografie
- Torch Song Trilogy (1988) - secretaresse op school
- Tales from the Hollywood Hills: Natica Jackson (televisiefilm, 1987) - Mary
- Oh, God! You Devil (1984) - vrouw in restaurant
- All in the Family televisieserie - verpleegster (afl. The Appendectomy, 1979)
- All in the Family televisieserie - receptioniste (afl. Archie's Dog Day Afternoon, 1977)
- Having Babies II (televisiefilm, 1977) - rol onbekend
- All in the Family televisieserie - verpleegster (afl. Granpa Blues, 1975)
- The Rockford Files televisieserie - Teresa (afl. Profit and Loss: Part 1, 1974)
- Police Woman televisieserie - Bonnie (afl. Smack, 1974)
- The Last Angry Man (televisiefilm, 1974) - Eunice Abelman
- Tell Me Where It Hurts (televisiefilm, 1974) - rol onbekend
- The Student Teachers (1973) - vrouwelijke hippie
- The Odd Couple televisieserie - Pat Rydell (afl. The First Baby, 1972)
- Cancel My Reservation (1972) - tienermeisje
- Cade's County televisieserie - Beth (afl. Inferno, 1972)
- Nichols televisieserie - rol onbekend (afl. Paper Badge, 1971)
- Skin Game (1971) - Miss Lizabeth Calloway (dochter)
- CBS Playhouse televisieserie - rol onbekend (afl. The Day Before Sunday, 1970)